# زفير (نبات)
الزَّفِير أو النرجس النسيمي (الاسم العلمي: Zephyranthes)، جنس من النباتات المعتدلة والاستوائية من فصيلة النرجسية، وفُصيلة النرجساوات، موطنها نصف الكرة الغربي وتُزرع على نطاق واسع لزينة. بعد توسيع نطاق الجنس في عام 2019، والذي يشمل الآن جنس Habranthus و Sprekelia، هناك نحو 200 نوع معترف به، بالإضافة إلى العديد من الأصناف الهجينة والأصناف المستنبته. تشمل الأسماء الشائعة للأنواع في هذا الجنس الزنبق الخيالي، زهرة المطر، زنبق نسيمي، الزنبق السحري، زنبق أتاماسكو، زنبق المطر. الاسم العلمي مشتق من Ζέφυρος (Zephyrus)، إله الرياح الغربية في الأساطير الإغريقية، وἄνθος (anthos)، والتي تعني زهرة، في إشارة إلى السيقان النحيلة.